# Acid nucleic
Acizii nucleici reprezintă componenta prostetică a nucleoproteinelor și sunt purtătorii informației genetice, adică a informațiilor necesare dezvoltării celulelor din organismele vii.
Acizii nucleici reprezintă lanțuri polinucleotidice, formate din nucleotide, care la rândul lor sunt formate dintr-un radical fosfat, o pentoză și o bază azotată. În cadrul acidului nucleic sunt prezente legături covalente (în cadrul nucleotidelor între bazele azotate și pentoze) și legături de hidrogen (între bazele azotate a 2 nucleotide diferite, de ex.: între adenină și timină/uracil sau între citozină și guanină).

## Structura
Acizii nucleici reprezintă lanțuri polinucleotidice, formate din nucleotide, care la rândul lor sunt formate dintr-un radical fosforic, o pentoză și o bază azotată. În cadrul acidului nucleic sunt prezente legături covalente (în cadrul nucleotidelor între bazele azotate și pentoze) și legături de hidrogen (între bazele azotate a 2 nucleotide diferite, de ex.: între adenină și timină/uracil sau între citozină și guanină).

## Tipuri de acizi nucleici

ADN (3D)

### Acizi nucleici naturali
- Acizi dezoxiribonucleici: ADN (format din două lanțuri de polinucleotide);

ADN-ul este cel mai complex și mai cunoscut dintre cei doi acizi nucleici. Spre deosebire de ARN, care este monocatenar, alcătuit dintr-o singură ,,panglică”, ADN-ul este policatenar, alcătuit din două catene (panglici). O catenă de ADN este alcătuită dintr-un număr mare de nucleotide. Mai multe nucleotide formează o polinucleotidă. Fiecare nucleotidă este formată din trei componente: o glucidă cu cinci atomi de carbon denumită pentoză,  un rest de acid fosforic, denumit și grup fosfat și o bază azotată.
Pentoza specifică ADN-ului este dezoxiriboza. Bazele azotate sunt de două feluri: purinice și pirimidinice. Cele două baze purinice sunt adenina și guanina, iar bazele pirimidinice sunt citozina și timina. Pentozele și grupările fosfat alcătuiesc catenele, iar bazele azotate unesc cele două catene.
Structura ADN poate fi comparată cu o scară, bazele azotate reprezentând treptele, iar pentozele și grupările fosfat reprezentând balustradele. Bazele azotate se unesc în modul următor: adenina cu timina, iar guanina cu citozina. Ordinea în care sunt așezate bazele azotate contribuie la codificarea informației genetice.
- Acizi ribonucleici: ARN (format dintr-un singur lanț de polinucleotide).

Tipuri de ARN
- ARN-mesager (ARNm): are rol în transcripția informației genetice și copiază informația genetică de pe ADN, transmițând-o în citoplasma celulei la locul sintezei proteice (în ribozomi);

- ARN de transport (ARNt): decodifică informația genetică, transformând o secvență de aminoacizi în molecula proteinelor;

- ARN ribozomal (ARNr): intră în alcătuirea ribozomilor, având rol în sinteza proteinelor;

- ARN viral (ARNv): este material genetic la unele virusuri.

## Rol și importanță
- Păstrarea informației genetice (atât ADN-ul, cât și ARN-ul);
- Sinteza proteinelor (numai ARN-ul).
- Acizii nucleici reprezintă substratul eredității. Ei au înscrisă, sub formă de codificare biochimică informația ereditară în catena polinucleotidică.